# Drujeliubivka, Rozdilna
Drujeliubivka (în ucraineană Дружелюбівка) este un sat în comuna Zatîșșea din raionul Rozdilna, regiunea Odesa, Ucraina.

## Demografie
Componența lingvistică a localității Drujeliubivka
     Ucraineană (95,08%)
     Română (4,92%)
Conform recensământului din 2001, majoritatea populației localității Drujeliubivka era vorbitoare de ucraineană (95,08%), existând în minoritate și vorbitori de română (4,92%).